# جيمس كيز ويلسون
جيمس كيز ويلسون (بالإنجليزية: James Keys Wilson)‏ هو مهندس معماري أمريكي، ولد في 11 أبريل 1828، وتوفي في 21 أكتوبر 1894.